# 蕭華 (唐)
蕭 華（しょう か、生没年不詳）は、唐代の官僚・政治家。

## 経歴
蕭嵩の子として生まれた。開元21年（733年）、給事中に任じられた。天宝年間、工部侍郎となり、父の爵位の徐国公を嗣いだ。天宝末年、兵部侍郎に転じた。安禄山の乱のとき、蜀に蒙塵する玄宗に従おうとしたが追いつけず、反乱軍に捕らえられて、燕の魏州刺史に任じられた。乾元元年（758年）、郭子儀と9節度使が官軍を率いて黄河を渡り、安慶緒を相州に攻撃すると、蕭華はひそかに唐の朝廷に上表を通じて、官軍を待って内応しようとした。反乱軍はそのことを察知すると、蕭華を獄に禁固した。崔光遠が魏州を奪回すると、蕭華を出獄させた。魏州の人々が蕭華の善政について崔光遠に伝え、その留任を請願したため、蕭華は唐の朝廷から魏州刺史に任じられた。史思明が兵を率いて南下してくると、郭子儀は再び蕭華が反乱軍に捕らえられるのを恐れて、崔光遠を蕭華の代わりに魏州刺史とし、蕭華を軍中に召し出させた。相州の官軍が敗北すると、蕭華は長安に帰り、反乱軍についた罪を問われて降格され、秘書少監に試用された。ほどなく尚書右丞に転じた。乾元2年（759年）、河中尹・河中晋絳節度使として出向した。
上元元年（760年）12月、中書侍郎・同中書門下平章事（宰相）・集賢殿崇文館大学士に任じられ、監修国史をつとめた。ときに宦官の李輔国が専ら禁兵をつかさどっており、宰相の地位を求めて、裴冕らにほのめかして自分を推薦させた。蕭華はこれを拒んだので、李輔国は怒った。ちょうど粛宗が病床にあったことから、李輔国は粛宗の勅命と偽って蕭華を宰相から罷免して、礼部尚書を管掌させ、元載を召し出して蕭華に代わる宰相とした。宝応元年（762年）、粛宗が死去し、代宗が服喪しているあいだに、元載は李輔国の意を受けて、蕭華を硤州員外司馬に左遷した。のちに蕭華は配所で死去した。

## 子女
- 蕭恒（殿中侍御史）[6]
- 蕭悟（大理寺司直）[7]

## 伝記資料
- 『旧唐書』巻99 列伝第49
- 『新唐書』巻101 列伝第26